# Società Piemontese Automobili
Pour les articles homonymes, voir SPA.
La société Società Piemontese Automobili Ansaldi-Ceirano, simplement appelée "S.P.A.", a été créée en 1906 mais ne vécut que deux ans avant de se voir transformée, en 1908, en Società Ligure Piemontese Automobili, qui sera un des acteurs importants du monde de la construction automobile italienne jusqu'en 1947.
La société "S.P.A." fut un des principaux constructeurs automobiles turinois, mais aussi de moteurs d'avions et de véhicules industriels. La société a été créée par les ingénieurs Michele Ansaldi, qui avait quitté FIAT-Ansaldi, une division de Fiat et Matteo Ceirano, qui venait de chez Itala.

## Histoire
Les deux associés avaient des spécialités complémentaires : Michele Ansaldi était réputé pour être un organisateur de l'activité industrielle hors pair, spécialiste de la production à la chaîne et des méthodes de management, tandis que Matteo Ceirano était un ingénieur d'études et concepteur de moteurs sans égal ; il sera l'auteur de tous les projets "S.P.A." jusqu'en 1918, date à laquelle il prendra sa retraite.
Ce qui pénalisait le plus la société, mais cela était le lieu commun de cette activité naissante, était la faiblesse de ses ressources financières. Même si le capital de la société à sa création était d'un million de £ires de l'époque, c'est-à-dire une somme très importante, le besoin de nouveaux capitaux pour financer la recherche, les prototypes et la publicité pour faire connaître la marque, restait un souci permanent.
Il y avait une société FLAG, implantée à Gênes, près du port, dont les moyens financiers étaient très importants et qui recherchait un allié pour se diversifier dans le domaine de la construction automobile, déjà à l'époque, concentré à Turin. Après un accord de coopération entre ces deux entités, la fusion des deux structures fut décidée en 1908, ce qui eut pour conséquence la disparition de la marque FLAG au profit de S.P.A..
L'augmentation de capital à 4,5 millions redonna une seconde vie à "S.P.A." qui va connaître une période des plus fastes dans les compétitions. En 1908, le pilote Ruggerone effectue le trajet Turin-St Petersbourg sans aucune assistance. Il participe ensuite à la course Saint-Pétersbourg-Moscou et arrive à la seconde place.
L'année suivante le baron Ciuppa, à bord d'une SPA 28/40 HP, remporte la fameuse course italienne Targa Florio. 
Leonino da Zara bat le record du mille à Modène. 
C'est cette même année que débute la fabrication de moteurs d'avions sous la direction de l'ingénieur Aristide Faccioli, premier concepteur de Fiat Aviazione ce qui permet la construction du premier brevet de pilotage avec un avion conçu et construit intégralement en Italie. 

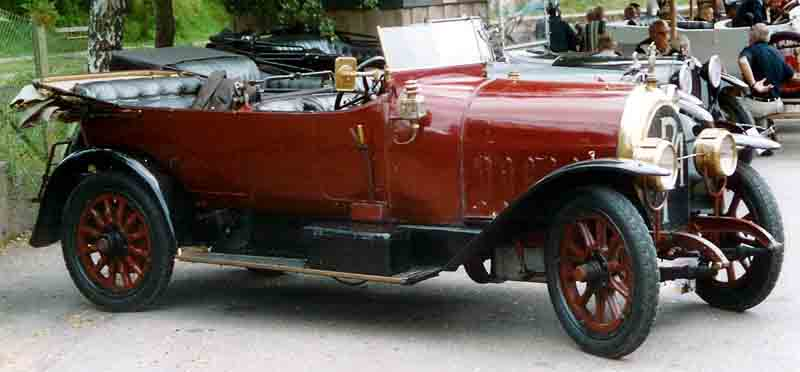
SPA 50 HP 9000 - 1914

Durant la période d'avant la première guerre mondiale, S.P.A. est une société robuste, avec une grande capacité d'innovation et un fort potentiel. Il n'est donc pas surprenant de voir "S.P.A." être sélectionnée par le Ministère de la Guerre. Cela lui permettra de fabriquer les nouveaux moteurs 6 cylindres A6 qui équiperont les fameux avions SVA, les véritables joyaux de la première guerre mondiale. 
C'est également en 1908 que "S.P.A." se lance dans la conception et la fabrication de camions, selon la volonté des associés génois, et ce, pour répondre à un appel d'offres lancé par les Ministères de l'Agriculture, de l'Industrie et du Commerce et celui de la Guerre.
C'est également dans de pareilles circonstances que "S.P.A." remporte haut la main les essais de qualification de ses camions qui devaient parcourir en moins de 50 heures une piste d'essais de 800 km.
Le succès remporté auprès des clients de la gamme de camions "S.P.A." fut tellement important que l'usine dû revoir à la baisse le développement de ses fabrications d'automobiles particulières. 
"S.P.A." sera désigné lauréat de l'appel d'offres lancé par le Gouvernement russe pour la fourniture de camions lourds destinés à l'armée du Tsar. S.P.A. remporta la campagne d'essais longue de 5 000 km sur piste entre Moscou et Saint-Pétersbourg. 
Mais, comme à l'accoutumée avec les fournitures étatiques, les retards de règlement furent très difficiles à supporter. Une grave crise financière se profilait et la société dû faire appel à nouveau au monde de la finance.
"S.P.A." en profite pour redonner un coup d'élan dans son secteur course et lance rapidement les voitures sportives Tipo 23 et 23S avec leur radiateur en dièdre ou en pointe, comme on les appelait à l'époque. 
"S.P.A." dispose également d'un excellent moteur de 4 398 cm3 qui va équiper la Tipo 25, avec des solutions très novatrices comme les 4 soupapes en tête par cylindre commandées par deux arbres à cames, un double allumage, une très large utilisation de matériaux légers, cette automobile était une redoutable concurrente des Fiat 619, Itala 61 et 65. 
Dérivée de la Tipo 24, SPA lance la série 24S avec une somptueuse carrosserie.
Mais un coup fatal sera porté à la société avec la faillite de la "Banca Nazionale di Sconto" et de ses conséquences à la bourse. En 1926 les associés génois doivent se retirer et "S.P.A." passe sous le contrôle de Fiat. C'était la période où "S.P.A." se préparait au remplacement d'une partie de sa gamme de voitures particulières, mais son nouveau propriétaire en décida autrement. La production des automobiles fut arrêtée pour réserver la totalité des capacités de l'usine de Corso Ferrucci, à Turin, à la fabrication de camions et de tracteurs.
Au cours de la seconde guerre mondiale, la production de camions continue mais l'usine développera la fabrication de matériels militaires : chars d'assaut, tracteurs d'artillerie et véhicules blindés. En 1941, Fiat-S.P.A. met au point un fabuleux moteur à injection d'essence qui équipera tous ses chars italiens.
Au lendemain de la guerre, "S.P.A." qui n'était qu'une division industrielle de Fiat V.I., perd son autonomie et est intégrée dans le groupe FIAT. Les fabrications et la marque survivront jusqu'en 1949 avec le camion lourd à 3 essieux, le fameux SPA 10.000 qui sera le camion le plus robuste et le plus fiable de cette époque.
Les activités de l'usine SPA de Corso Ferrucci seront transférées en fin d'année 1949 dans l'usine Fiat V.I. de Stura, dans la banlieue de Turin qui est toujours en activité. Le rappel de la marque SPA est resté sur toutes les calandres des camions FIAT jusqu'en 1972. Les deux logos qui se sont succédé sur les camions Fiat comportaient la mention : "Costruzione SPA".
Logo Fiat V.I. avec l'insertion "COSTRUZIONE SPA" : 

## Histogramme de la société
- 1906 – Création de la société SPA, "Società Piemontese Automobili Ansaldi-Ceirano",
- 1907 – La production s'élève à 300 voitures et la société emploie 300 ouvriers,
- 1908 – La raison sociale de la société devient "Società Ligure Piemontese",
- 1910 – La société est désignée adjudicataire d'un contrat portant sur la fourniture de camions pour l’armée du Roi d'Italie,
- 1911 – Michele Ansaldi, un des fondateurs de SPA, quitte la société,
- 1918 – L'autre fondateur de la société, Matteo Ceirano, quitte la société,
- 1919 – Les frères Perrone rachètent la majorité des actions de la société SPA,
- 1920 – La "Banca Agricola Italiana", dirigée par Gualino, devient actionnaire,
- 1926 – La société SPA est rachetée par le groupe Fiat,
- 1942 – La société compte 5.000 salariés,
- 18 et 20 novembre 1942 – L'usine turinoise de Corso Ferrucci est lourdement bombardée,
- 12 et 17 août 1943 – L'usine turinoise est à nouveau très lourdement endommagée par les bombardements américains,
- 4 juin et 24 juillet 1944 – L'usine turinoise est encore bombardée et l'activité est définitivement arrêtée. Dès la paix revenue, la reconstruction débute,
- 1947 – La société SPA est incorporée dans Fiat V.I., branche dédiée aux véhicules industriels,
- 1949 – La production dans l'usine de Corso Ferrucci est définitivement arrêtée et transférée dans l'usine Fiat de Stura en fin d'année. Le dernier camion de la marque sera un SPA 10.000. Les camions Fiat V.I. garderont jusqu'en 1972 la mémoire de la société SPA sur le logo de la marque complété avec la mention "Costruzione SPA".

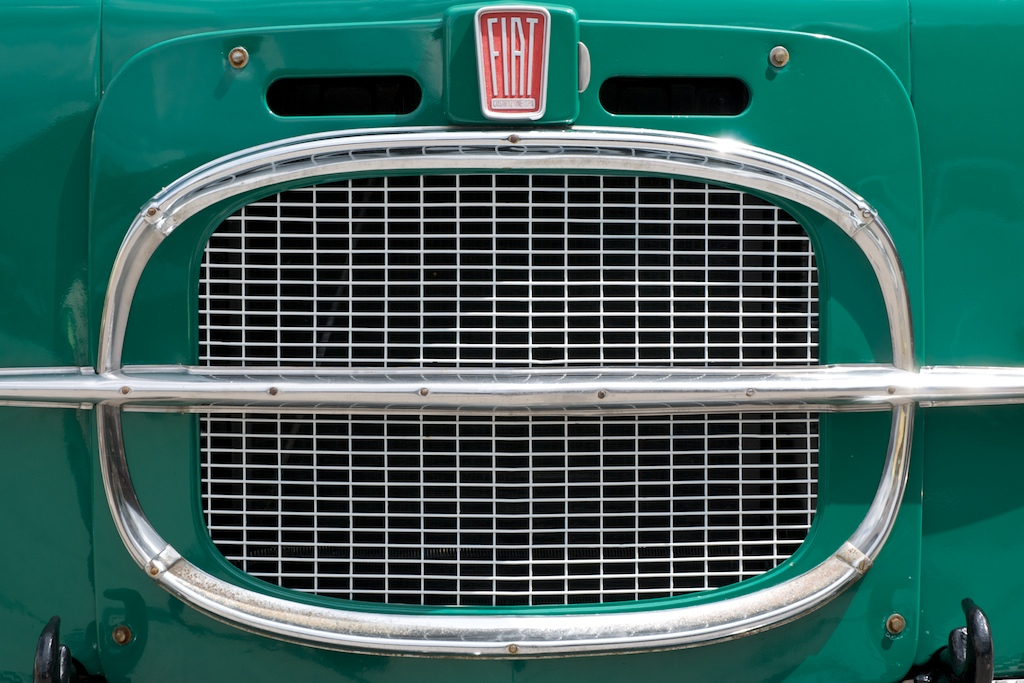
Logo Fiat Costruzione SPA

## Liste des productions SPA

### Camions civils & militaires
- SPA 25C
- Fiat SPA 36R
- Fiat SPA 38R
- Fiat SPA TL 37
- SPA CL39
- SPA Dovunque 35
- SPA Dovunque 41
- SPA 10.000

### Autobus & trolleybus
- SPA C.9000
- SPA 25C
- SPA 30
- SPA 34